# Nike Sellmar
Nike Maria Mathilde Sellmar, född 14 juli 1995 i Maria Magdalena församling i Stockholm, är en svensk sångerska. Hon vann den artonde säsongen av TV-programmet Idol på TV4.
Innan hon stod som vinnare 2022 hade hon sökt till och gjort audition i Idol två gånger: 2013 där hon fick en guldbiljett, och 2014 där hon inte gick vidare.
Den 4 november 2022 släpptes Nike Sellmars version av "With a Little Help from My Friends" av Lennon–McCartney – ursprungligen framförd av The Beatles – på Spotify i samband med att hon framförde denna låt i den sjätte fredagsfinalen av Idol 2022.
Nike Sellmar har studerat musik vid Luleå tekniska universitet och tog examen som studiomusiker 2021. 2023 utnämndes hon till Årets Alumn vid LTU.